# 米凯
米凯，是匈牙利绍莫吉州所辖的一个村。总面积32.41平方公里，总人口646，人口密度19.9人/平方公里（2011年1月1日）。